# Yumie Hiraiwa

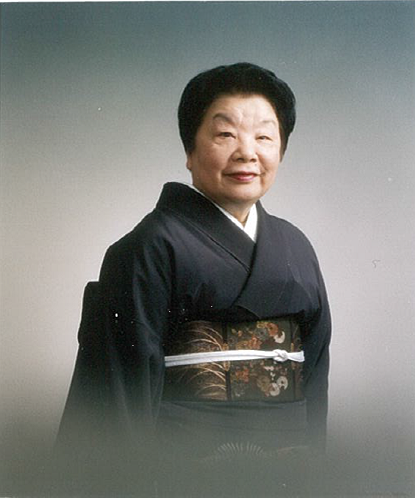
Yumie Hiraiwa

Yumie Hiraiwa (japanisch 平岩 弓枝, Hiraiwa Yumie; * 15. März 1932 in Tōkyō; † 9. Juni 2023 ebenda) war eine japanische Schriftstellerin und Drehbuchautorin.

## Leben und Werk
Yumie Hiraiwa studierte an der „Nihon Joshi Daigaku“ unter Hasegawa Shin (1884–1963) und Togawa Yukio (1912–2004). Während der Studienzeit beteiligte sie sich an Hasegawas Literaturgruppe „Shin’yōkai“ (新鷹会) – „Gruppe der neuen Falken“. 1959 gewann Hiraiwa den Naoki-Preis für ihr Buch „Taganeshi“ (鏨師) – etwa „Meister mit dem Meißel“. Mit den Drehbüchern für Fernseh-Dramen wie (肝っ玉かあさん, Kimottama kaasan) – etwa „Eine starke Mutter“, eine Serie von 1968 bis 1972,  „On’yado kawasemi“ (御宿かわせみ) – etwa „Die Eisvögel von On’yado“, 1974 bis 1977, und „Hayabusa Shin Hachigoyō-shō“ (はやぶさ新八御用帳), einer Geschichte, die in der Edo-Zeit spielt, wurde sie bekannt als Verfasserin populärer Werke. Hiraiwa war in verschiedenen künstlerischen Bereichen aktiv, schrieb auch Theaterstücke und führte gelegentlich Regie. Sie erhielt 1991 den „Yoshikawa-Eiji-Literaturpreis“, 1998 den Kikuchi-Kan-Preis, 2007 den Mainichi-Kunstpreis für das Fernsehdrama „Die Reise nach Westen“.
2004 wurde Hiraiwa als Person mit besonderen kulturellen Verdiensten geehrt und 2016 mit dem Kulturorden ausgezeichnet.